# Seznam kardinálů jmenovaných Pavlem VI.
Seznam kardinálů jmenovaných Pavlem VI. uvádí kardinály, které papež Pavel VI. jmenoval během svého pontifikátu; bylo to v šesti konzistořích celkem 143 kardinálů. Byla mezi nimi hned trojice budoucích nástupců Pavla VI. – Jan Pavel I. (Albino Luciani), Jan Pavel II. (Karol Wojtyła) a Benedikt XVI. (Joseph Ratzinger), a také tři kardinálové z českých zemí – Josef Beran, Štěpán Trochta a František Tomášek. Kardinálové v době jmenování mladší 80 let, tedy oprávnění účastnit se konkláve, jsou označeni hvězdičkou.

## Konzistoř 22. února 1965
1. Josef kardinál Beran * (29. prosince 1888 – 17. května 1969)
2. Giulio kardinál Bevilacqua CO (15. září 1881 – 6. května 1965)
3. Federico kardinál Callori di Vignale * (15. prosince 1890 – 10. srpna 1971)
4. Jozef Leo kardinál Cardijn (18. listopadu 1882 – 25. července 1967)
5. Giovanni Umberto kardinál Colombo * (6. prosince 1902 – 20. května 1992)
6. William John kardinál Conway * (22. ledna 1913 – 17. dubna 1977)
7. Thomas Benjamin kardinál Cooray OMI * (28. prosince 1901 – 29. října 1988)
8. Enrico kardinál Dante (5. července 1884 – 24. dubna 1967)
9. Léon-Étienne kardinál Duval * (9. listopadu 1903 – 30. května 1996)
10. Ermenegildo kardinál Florit * (5. července 1901 – 8. prosince 1985)
11. John Carmel kardinál Heenan * (26. ledna 1905 – 7. listopadu 1975)
12. Ángel kardinál Herrera Oria * (19. prosince 1886 – 28. července 1968)
13. Lorenz kardinál Jäger * (23. září 1892 – 1. dubna 1975)
14. Charles kardinál Journet * (26. ledna 1891 – 15. dubna 1975)
15. Joseph-Marie-Eugène kardinál Martin * (9. srpna 1891 – 21. ledna 1976)
16. Owen kardinál McCann * (29. června 1907 – 26. března 1994)
17. Paul Pierre kardinál Méouchi * (1. dubna 1894 – 11. ledna 1975)
18. Agnelo kardinál Rossi * (4. května 1913 – 21. května 1995)
19. Maurice kardinál Roy * (25. ledna 1905 – 24. října 1985)
20. Maximos IV. kardinál Saïgh SMSP (10. dubna 1878 – 5. listopadu 1967)
21. Lawrence Joseph kardinál Shehan * (18. března 1898 – 26. srpna 1984)
22. Stephanos I. kardinál Sidarouss CM * (22. února 1904 – 23. srpna 1987)
23. Josip Ivanovič kardinál Slipyj * (17. února 1892 – 7. září 1984)
24. Franjo kardinál Šeper * (2. října 1905 – 30. prosince 1981)
25. Jean-Marie kardinál Villot * (11. října 1905 – 9. března 1979)
26. Cesare kardinál Zerba * (15. dubna 1892 – 11. července 1973)
27. Paul kardinál Zoungrana MAfr * (3. září 1917 – 4. června 2000)

## Konzistoř 26. června 1967
1. Karol Wojtyła od 16. října 1978 papež Jan Pavel II., (18. května 1920 Wadowice – 2. dubna 2005 Vatikán)
2. Giuseppe kardinál Beltrami * (17. ledna 1889 – 13. prosince 1973)
3. Alfred kardinál Bengsch * (10. září 1921 – 13. prosince 1979)
4. Francis John Joseph kardinál Brennan * (7. května 1894 – 2. července 1968)
5. Francesco kardinál Carpino * (18. května 1905 – 5. října 1993)
6. John Patrick kardinál Cody * (24. prosince 1907 – 25. dubna 1982)
7. Justinus kardinál Darmojuwono * (2. listopadu 1914 – 3. února 1994)
8. Angelo kardinál Dell'Acqua * (9. prosince 1903 – 27. srpna 1972)
9. Nicolás kardinál Fasolino (3. ledna 1887 – 13. srpna 1969)
10. Pericle kardinál Felici * (1. srpna 1911 – 22. března 1982)
11. Maximilien Louis Hubert Egon Vincent Marie Joseph kardinál de Fürstenberg-Stammheim * (23. října 1904 – 22. září 1988)
12. Gabriel-Marie kardinál Garrone * (12. října 1901 – 15. ledna 1994)
13. Carlo kardinál Grano * (14. října 1887 – 2. dubna 1976)
14. Benno Walter kardinál Gut OSB * (1. dubna 1897 – 8. prosince 1970)
15. John Joseph kardinál Krol * (26. října 1910 – 3. března 1996)
16. José Clemente kardinál Maurer CSsR * (13. března 1900 – 27. června 1990)
17. Patrick Aloysius kardinál O'Boyle * (18. července 1896 – 10. srpna 1987)
18. Alfredo kardinál Pacini * (10. února 1888 – 23. prosince 1967)
19. Pietro kardinál Parente * (16. února 1891 – 29. prosince 1986)
20. Michele kardinál Pellegrino * (25. dubna 1903 – 10. října 1986)
21. Alexandre-Charles-Albert-Joseph kardinál Renard * (7. června 1906 – 8. října 1983)
22. Antonio kardinál Riberi * (15. června 1897 – 16. prosince 1967)
23. Antonio kardinál Samorè * (4. prosince 1905 – 3. února 1983)
24. Dino kardinál Staffa * (14. srpna 1906 – 7. srpna 1977)
25. Corrado kardinál Ursi * (26. července 1908 – 29. srpna 2003)
26. Egidio kardinál Vagnozzi * (26. února 1906 – 26. prosince 1980)
27. Pierre Marie Joseph kardinál Veuillot * (5. ledna 1913 – 14. února 1968)

## Konzistoř 28. dubna 1969
1. Eugênio kardinál de Araújo Sales * (8. listopadu 1920 – 9. července 2012)
2. Sebastiano kardinál Baggio * (16. května 1913 – 21. března 1993)
3. Paolo kardinál Bertoli (1. února * 1908 – 8. listopadu 2001)
4. John Joseph kardinál Carberry * (31. července 1904 – 17. června 1998)
5. Mario kardinál Casariego y Acevedo CRS * (13. února 1909 – 15. června 1983)
6. Terence James kardinál Cooke * (1. března 1921 – 6. října 1983)
7. Jean Guénolé Louis Marie kardinál Daniélou SJ * (14. května 1905 – 20. května 1974)
8. John Francis kardinál Dearden * (15. října 1907 – 1. srpna 1988)
9. George Bernard kardinál Flahiff CSB * (26. října 1905 – 22. srpna 1989)
10. Paul Joseph Marie kardinál Gouyon * (24. října 1910 – 26. září 2000)
11. Gordon Joseph kardinál Gray * (10. srpna 1910 – 19. července 1993)
12. Sergio kardinál Guerri * (25. prosince 1905 – 15. března 1992)
13. Joseph kardinál Höffner * (24. prosince 1906 – 16. října 1987)
14. Stephen kardinál Kim Sou-hwan * (8. května 1922 – 16. února 2009)
15. Joseph-Albert kardinál Malula * (17. prosince 1917 – 14. června 1989)
16. Gabriel Auguste François kardinál Marty * (18. května 1904 – 16. února 1994)
17. Peter Thomas Bertram kardinál McKeefry* (3. července 1899 – 18. listopadu 1973)
18. Miguel Darío kardinál Miranda y Gómez * (19. prosince 1895 – 15. března 1986)
19. Mario kardinál Nasalli Rocca di Corneliano * (12. srpna 1903 – 9. listopadu 1988)
20. Silvio Angelo Pio kardinál Oddi * (14. listopadu 1910 – 29. června 2001)
21. Joseph kardinál Parecattil * (1. dubna 1912 – 20. února 1987)
22. Giuseppe kardinál Paupini * (25. února 1907 – 18. července 1992)
23. Antonio kardinál Poma * (12. června 1910 – 24. září 1985)
24. Jérôme Louis kardinál Rakotomalala * (15. července 1913 – 1. listopadu 1975)
25. Julio kardinál Rosales y Ras * (18. září 1906 – 2. června 1983)
26. Alfredo Vicente kardinál Scherer * (5. února 1903 – 8. března 1996)
27. Arturo kardinál Tabera Araoz CMF * (29. října 1903 – 13. června 1975)
28. Vicente kardinál Enrique y Tarancón * (14. května 1907 – 28. listopadu 1994)
29. Štěpán kardinál Trochta SDB (nominace in pectore zveřejněná 5. března 1973) * (26. března 1905 – 6. dubna 1974)
30. Pablo kardinál Muñoz Vega SJ * (23. května 1903 – 3. června 1994)
31. Giacomo kardinál Violardo * (10. května 1898 – 17. března 1978)
32. Johannes Gerardus Maria kardinál Willebrands * (4. září 1909 – 2. srpna 2006)
33. John Joseph kardinál Wright * (18. července 1909 – 10. srpna 1979)
34. Paul kardinál Yü Pin * (13. dubna 1901 – 16. srpna 1978)

5. března 1973 Pavel VI. oznámil, že při této konzistoři jmenoval in pectore také rumunského arcibiskupa klužského Iuliu Hossu, který však zemřel už 28. května 1970, takže jeho nominace se neuskutečnila.

## Konzistoř 5. března 1973
1. Albino Luciani od 26. srpna 1978 papež Jan Pavel I. (17. října 1912 – 28. září 1978)
2. Ferdinando Giuseppe kardinál Antonelli OFM * (14. července 1896 – 12. července 1993)
3. Luis kardinál Aponte Martínez * (4. srpna 1922 – 10. dubna 2012)
4. Paulo Evaristo kardinál Arns OFM * (14. září 1921 – 14. prosince 2016)
5. Émile kardinál Biayenda * (1927 – 20. března 1977)
6. Avelar kardinál Brandão Vilela * (13. června 1912 – 19. prosince 1986)
7. Joseph Marie Anthony kardinál Cordeiro * (19. ledna 1918 – 11. února 1994)
8. James Darcy kardinál Freeman * (19. listopadu 1907 – 16. března 1991)
9. Marcelo kardinál González Martín * (16. ledna 1918 – 25. srpna 2004)
10. Louis-Jean kardinál Guyot * (7. července 1905 – 1. srpna 1988)
11. Narciso kardinál Jubany Arnau * (12. srpna 1913 – 26. prosince 1996)
12. James Robert kardinál Knox * (2. března 1914 – 26. června 1983)
13. Bolesław kardinál Kominek * (23. prosince 1903 – 10. března 1974)
14. Timothy kardinál Manning * (15. listopadu 1909 – 23. června 1989)
15. Humberto Sousa kardinál Medeiros * (6. října 1915 – 17. září 1983)
16. Umberto kardinál Mozzoni * (29. června 1904 – 7. listopadu 1983)
17. Aníbal kardinál Muñoz Duque * (3. října 1908 – 15. ledna 1987)
18. Maurice Michael kardinál Otunga * (31. ledna 1923 – 6. září 2003)
19. Pietro kardinál Palazzini * (19. května 1912 – 11. října 2000)
20. Salvatore kardinál Pappalardo * (23. září 1918 – 10. prosince 2006)
21. Paul-Pierre kardinál Philippe OP * (16. dubna 1905 – 9. dubna 1984)
22. Sergio kardinál Pignedoli (4. června 1910 – 15. června 1980)
23. Ugo kardinál Poletti * (19. dubna 1914 – 25. února 1997)
24. Raúl Francisco kardinál Primatesta * (14. dubna 1919 – 1. května 2006)
25. Luigi kardinál Raimondi * (25. října 1912 – 24. června 1975)
26. António kardinál Ribeiro * (21. května 1928 – 24. března 1998)
27. José kardinál Salazar López * (12. ledna 1910 – 9. července 1991)
28. Paul Yoshigoro kardinál Taguchi * (20. července 1902 – 23. února 1978)
29. Avelar kardinál Brandão Vilela * (13. června 1912 – 19. prosince 1986)
30. Hermann kardinál Volk * (27. prosince 1903 – 1. července 1988)

## Konzistoř 24. května 1976
1. Juan Carlos kardinál Aramburu * (11. února 1912 – 18. listopadu 2004)
2. Corrado kardinál Bafile * (4. července 1903 – 3. února 2005)
3. William Wakefield kardinál Baum * (21. listopadu 1926 – 23. července 2015)
4. Reginald John kardinál Delargey* (10. prosince 1914 – 29. ledna 1979)
5. Dominic Ignatius kardinál Ekandem * (1917 – 24. listopadu 1995)
6. Boleslaw kardinál Filipiak * (1. září 1901 – 14. října 1978)
7. George Haliburton Basil kardinál Hume OSB * (2. března 1923 – 17. června 1999)
8. László kardinál Lékai * (12. března 1910 – 30. června 1986)
9. Aloísio Leo Arlindo kardinál Lorscheider OFM * (8. října 1924 – 23. prosince 2007)
10. Emmanuel Kiwanuka kardinál Nsubuga * (5. listopadu 1914 – 20. dubna 1991)
11. Lawrence Trevor kardinál Picachy SJ * (7. srpna 1916 – 29. listopadu 1992)
12. Eduardo Francisco kardinál Pironio * (3. prosince 1920 – 5. února 1998)
13. Victor kardinál Razafimahatratra SJ * (8. září 1921 – 6. října 1993)
14. Octavio Antonio kardinál Beras Rojas * (16. listopadu 1906 – 30. listopadu 1990)
15. Opilio kardinál Rossi * (14. května 1910 – 9. února 2004)
16. Giuseppe Maria kardinál Sensi * (27. května 1907 – 26. července 2001)
17. Joseph kardinál Schröffer * (20. února 1903 – 7. září 1983)
18. Jaime Lachica kardinál Sin * (31. srpna 1928 – 21. června 2005)
19. Hyacinthe kardinál Thiandoum * (2. února 1921 – 18. května 2004)
20. František kardinál Tomášek * (nominace in pectore zveřejněná 27. června 1977) (30. června 1899 – 4. srpna 1992)
21. Giuse Maria kardinál Trịnh Như Khuê * (11. prosince 1898 – 27. listopadu 1978)

## Konzistoř 27. června 1977
1. Joseph Ratzinger od 19. dubna 2005 papež Benedikt XVI., (16. dubna 1927 Marktl – 31. prosince 2022 Vatikán)
2. Giovanni kardinál Benelli * (12. května 1921 – 26. října 1982)
3. Mario Luigi kardinál Ciappi OP * (6. října 1909 – 22. dubna 1996)
4. Bernardin kardinál Gantin * (8. května 1922 – 13. května 2008)